# Джон Марвін (яхтсмен)
Джон Марвін (англ. John Marvin, 17 жовтня 1927 — 22 червня 1980) — американський яхтсмен.
Бронзовий призер Олімпійських Ігор 1956 року в класі Фінн.